# 속초시장
속초시장은 강원특별자치도 속초시의 시장이다.

## 같이 보기
- 속초시장 선거